# Country Joe and the Fish

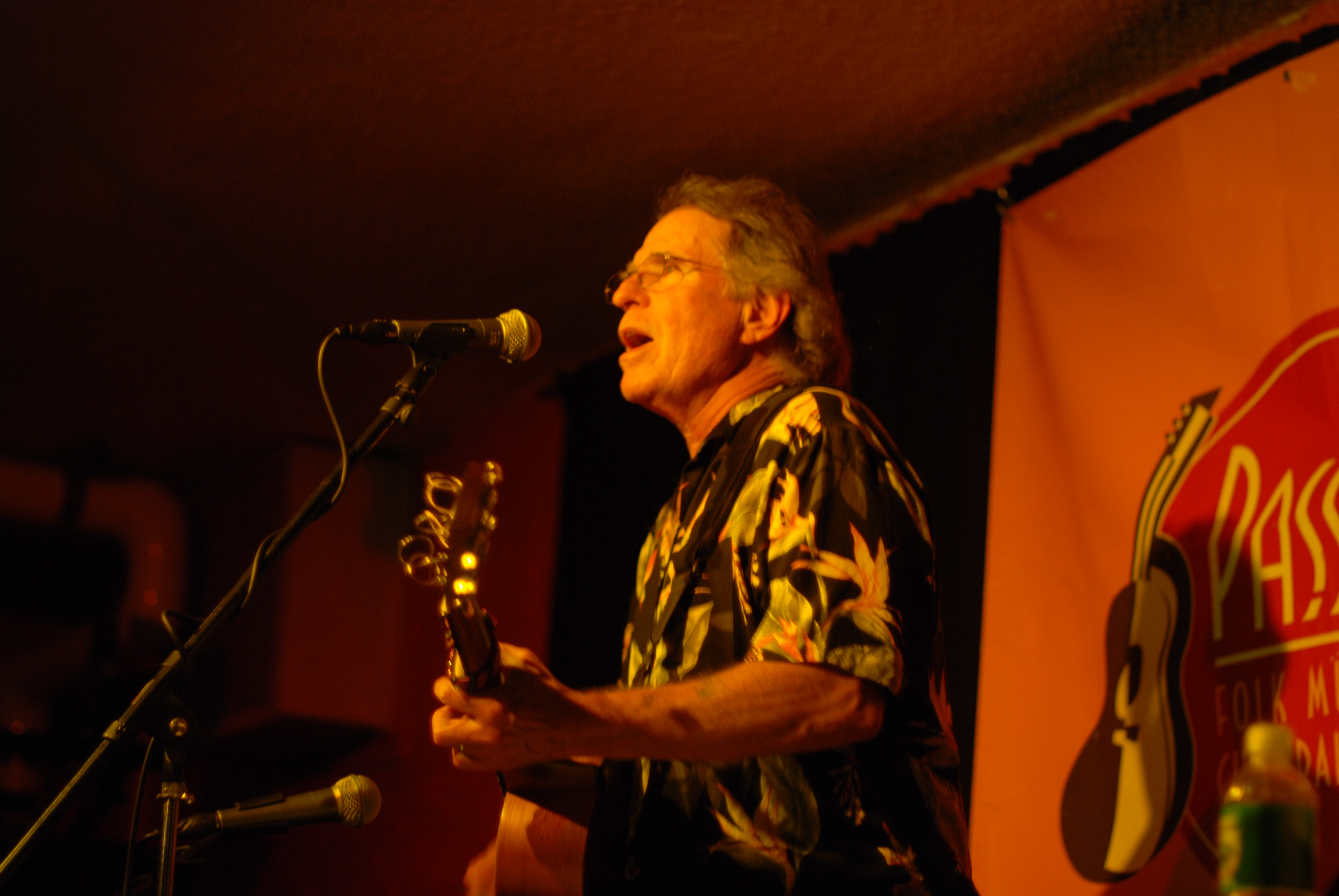
Country Joe McDonald

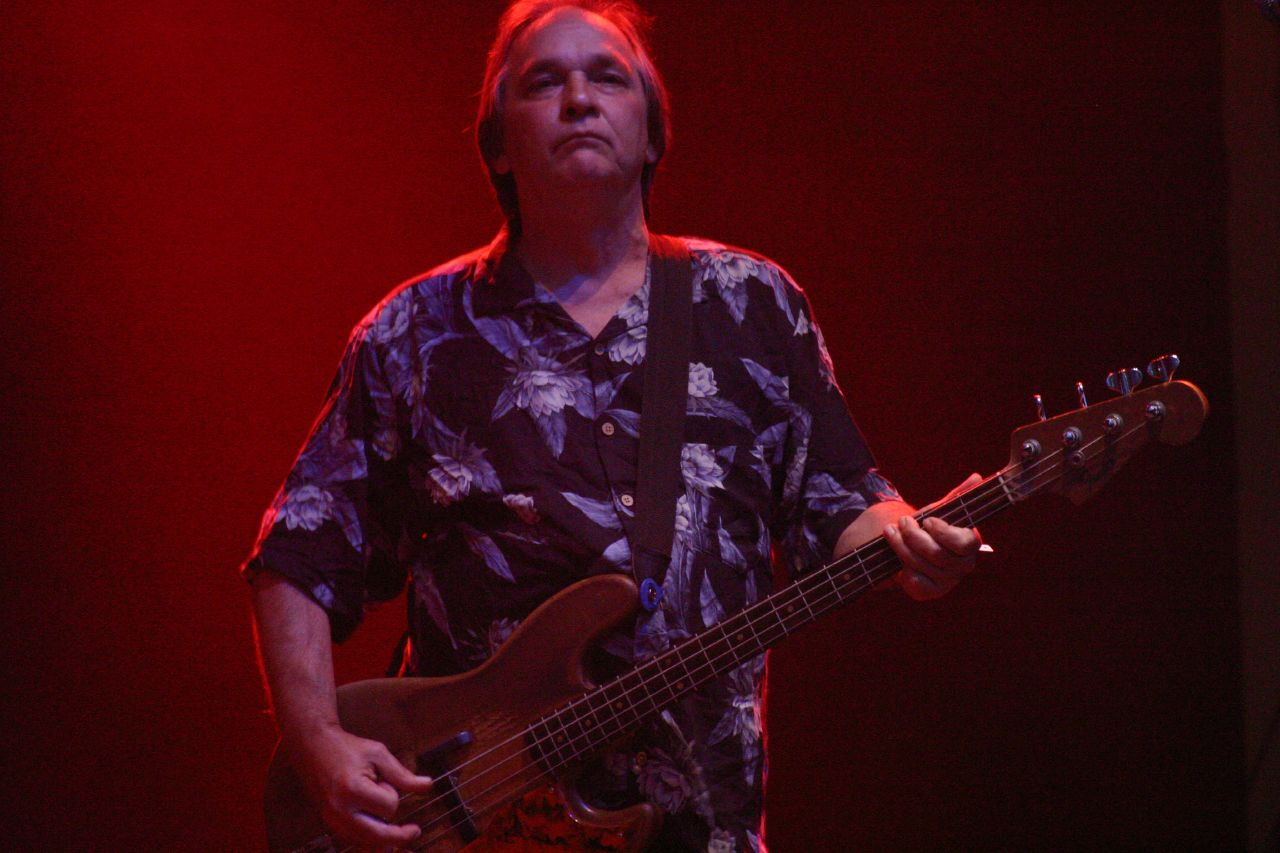
Barry „Fish“ Melton

Country Joe and the Fish war eine amerikanische Psychedelic- und Folkrockband, die vor allem durch ihre Protestmusik gegen den Vietnamkrieg bekannt wurde.

## Bandgeschichte
Die kalifornische Band wurde im Jahr 1965 von dem Sänger Country Joe McDonald, genannt Country Joe, und dem Gitarristen Barry Melton, genannt The Fish, in Berkeley gegründet.
Ihr Debütalbum Electric Music for the Mind and Body im Jahr 1967 kam in die amerikanischen Top 40 und wurde von vielen Radiosendern in den USA gespielt. Auch heute noch zählt es zu den Wegbereitern des Psychedelic Rock. Sehr charakteristisch für das Album sind die elektronische Orgel von David Cohen und die elektrischen Gitarren. Bekannt wurde insbesondere der Titel "What are we fighting for" (One, two, three).
Ebenfalls 1967 folgte das zweite Album I-Feel-Like-I’m-Fixin’-to-Die. Das Album enthält neben dem gleichnamigen I-Feel-Like-I’m-Fixin’-to-Die Rag, eingeleitet durch den Fish Cheer, auch balladenhaftere Stücke mit akustischer Gitarre.
Nach diesen beiden kurz aufeinanderfolgenden Alben folgten noch einige andere, aber der Höhepunkt war bereits erreicht. Jetzt tourte die Band in den USA, so war sie 1967 beim Monterey Pop Festival. Sie gehörte zu den regelmäßigen Künstlern im Fillmore West und East, und sie spielte mit Bands wie Jefferson Airplane, Grateful Dead, Quicksilver Messenger Service, Led Zeppelin und Iron Butterfly.
Ihren bekanntesten Auftritt hatte die Band beim legendären Woodstock-Festival 1969. Den größten kommerziellen Erfolg hatte die Band mit dem Anti-Kriegs-Lied I-Feel-Like-I’m-Fixin’-to-Die Rag von ihrem zweiten Album. Und der Fuck Cheer als Einleitung wurde zur Legende: „Gimme an F, gimme a U, gimme a C, gimme a K, what’s that spell: Fuck!“ (Gebt mir ein „F“, gebt mir ein „U“, gebt mir ein „C“, gebt mir ein „K“, was ergibt das: „Fuck“!)
Nachdem McDonald während der Produktion von Together die Band verlassen hatte, weil, nach eigenen Aussagen, die ganze Arbeit an ihm hängen geblieben war, kehrte er bald danach mit einigen Besetzungsänderungen innerhalb der Band zurück.
Country Joe and the Fish lösten sich im Juni 1970 auf.
1971 kam der surrealistische Western-Film Zachariah heraus. Die ganze Band spielte die Rockband-Gangsterbande The Crackers, die in einem Saloon das Stück We’re the Crackers aufführten.
1977 wurde das Album Reunion in der ursprünglichen Gruppenbesetzung von 1967 aufgenommen. Jedes Bandmitglied brachte mindestens eine Komposition in das Album ein. Der alte Song Not So Sweet Martha Lorraine erhielt von McDonald eine aufgefrischte Fassung.
2004 gab es für eine Tour ein weiteres Revival, an dem sich Barry Melton allerdings nicht beteiligte.
2005 waren in dem amerikanischen Spielfilm Berkeley, der im Berkeley der 68er spielte, 10 Titel von Country Joe and the Fish aus der Epoche zu hören.

## Besetzung
Besetzung 1967/1968 für die ersten drei Alben: Country Joe McDonald (Gesang/Gitarre), Barry „Fish“ Melton (Gesang/Gitarre), David Bennett Cohen (Orgel/Gitarre), Bruce Barthol (Bass), Gary „Chicken“ Hirsh (Schlagzeug)
Diese Besetzung kam auch 1977 für das Album „Reunion“ wieder zusammen, und auch das Wiedersehen von 2004 fand in dieser Besetzung statt, allerdings ohne Barry Melton.
Beim Woodstock-Festival und für den Film Zachariah (Juni 1969 bis Juni 1970) wurden McDonald und Melton begleitet von Mark Kapner (Orgel), Doug Metzner (Bass) und Greg Dewey (Schlagzeug).
Dazwischen spielten Peter Albin am Bass und David Getz am Schlagzeug mit, beide von Janis Joplins Big Brother And The Holding Company.
Vor den ersten beiden LPs waren bereits im Oktober 1965 und im Juni 1966 zwei in Eigenproduktion hergestellte EPs erschienen. Die Besetzung von 1965 bei Gründung von Country Joe and the Fish: Country Joe McDonald (Gesang und Gitarre), Barry Melton (Gesang und Gitarre), Bob Steele (Bass) Richard Saunders (Waschbottich-Bass), Carl Shrager (Waschbrett). Von Dezember 1965 bis Januar 1967 spielten Paul Armstrong (Bass) und John Francis Gunning in der Rhythm Section.

## Diskografie
- 1967 – Electric Music for the Mind and Body (Vanguard)
- 1967 – I-Feel-Like-I’m-Fixin’-to-Die (Vanguard)
- 1968 – Together (Vanguard)
- 1969 – Here We Are Again (Vanguard)
- 1970 – CJ Fish (Vanguard)
- 1977 – Reunion (Fantasy)
- 1980 – Collector’s Items: The First 3 EPs (Rag Baby Records)
- 1996 – Live! Fillmore West 1969 (Vanguard)

### Sampler
- 1969 – Greatest Hits
- 1971 – The Life and Times of Country Joe and the Fish
- 1988 – Collected Country Joe and the Fish

### Sonstige Alben
- 1971 – Zachariah (Film-Soundtrack) (ABC)